# Fore (langue)
Pour l’article homonyme, voir Fore.
Le fore est une langue papoue parlée par les Fores en Papouasie-Nouvelle-Guinée dans la région des Hautes-Terres.

## Classification
Le fore fait partie des langues gorokanes qui sont rattachées à la famille des langues de Trans-Nouvelle Guinée.

## Phonologie
Les tableaux présentent les voyelles et les consonnes du fore. Le fore est une langue à accent de hauteur (indiqué dans les conventions orthographiques par un accent aigu).

### Voyelles
|          | Antérieures | Centrales | Postérieures |
| -------- | ----------- | --------- | ------------ |
| Fermées  | [i]         |           | [u]          |
| Moyennes | [e]         | [ə]       | [o]          |
| Ouverte  |             | [a]       |              |

Les conventions orthographiques transcrivent [ə] par a et [a] par a:.

### Consonnes
|               | Labiales | Dentales | Palatale | Vélaire | Glottale |
| ------------- | -------- | -------- | -------- | ------- | -------- |
| Occlusives    | [p]      | [t]      |          | [k]     | [ʔ]      |
| Fricative     |          | [s]      |          |         |          |
| Nasales       | [m]      | [n]      |          |         |          |
| Semi-voyelles | [w]      |          | [j]      |         |          |

Le coup de glotte ne peut que se trouver qu’entre deux voyelles ou avant une autre consonne autre qu’un autre coup de glotte ou [s].

#### Allophones
Le système consonantique du fore est très réduit mais les occlusives ont des allophones, entre deux voyelles : /p/ devient [b] et [β], /t/ devient [r] et [l], /k/ devient [ɡ] et [ɣ].

### Syllabes
Les seules consonnes qui peuvent terminer une syllabe sont les nasales et le coup de glotte. De plus, un mot doit nécessairement se terminer par un voyelle.

## Grammaire

### Pronoms personnels
Les pronoms personnels du fore distinguent trois nombres : singulier, duel et pluriel.
| Personne | Singulier | Duel   | Pluriel |
| -------- | --------- | ------ | ------- |
| 1re      | náe       | tasíge | táe     |
| 2e       | káe       | tisíge | tíge    |
| 3e       | áe        | isíge  | íge     |

## Sources
- (en) William Foley, The Papuan Languages of New Guinea, Cambridge, Cambridge University Press, coll. « Cambridge language surveys », 1986, 205 p. (ISBN 0-521-28621-2, présentation en ligne)